# Comitato Olimpico Nazionale Italiano
Das Comitato Olimpico Nazionale Italiano (CONI; deutsch Nationales Olympisches Komitee Italiens) ist der Dachverband italienischer Sportverbände.

## Geschichte

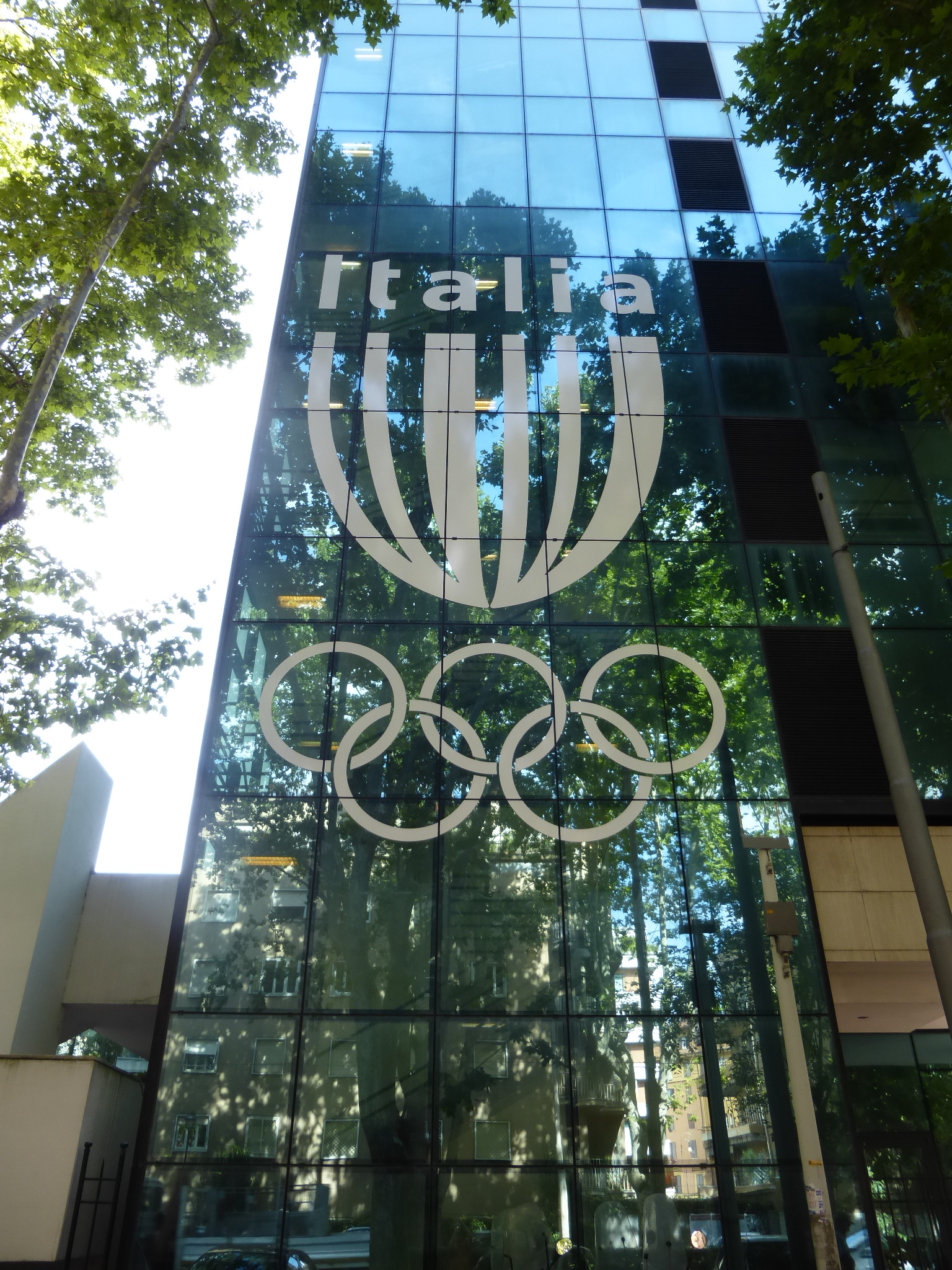
Sitz des Comitato Olimpico Nazionale Italiano in Rom

Die Organisation wurde am 10. Juni 1914 als Teil des Internationalen Olympischen Komitees (IOC) gegründet. Etwa 120.000 Sportvereine und 12 Millionen Mitglieder gehören dem Verband an. Nicht alle italienischen Sportvereine gehören zum CONI. Die UISP, als Arbeitersportorganisation 1946 gegründet, gehört zur Confédération Sportive Internationale Travailliste et Amateur.
Vom CONI anerkannt werden in Italien:
- 47 Sportverbände
- 19 verbundene Disziplinen
- 15 Institutionen zur Förderung des nationalen Sports

Die zugehörige Dienstleistungsgesellschaft Coni Servizi S.p.A., die für die wirtschaftliche Seite zuständig ist, ist vollständig im Besitz des italienischen Wirtschafts- und Finanzministeriums. Ein Großteil der Sportler, die Italien bei Olympischen Spielen vertreten, sind Mitglied einer Sportgruppe der Corpi Sportivi.

## Sportliche Auszeichnungen die vom CONI vergeben werden
- Stella al merito sportivo: Stern für sportliche Verdienste (in Gold, Silber, Bronze)
- Collare d’Oro al Merito Sportivo: Goldenes Halsband für sportliche Verdienste
- Medaglia al Valore Atletico: Medaille für athletischen Wert (in Gold, Silber, Bronze)
- Palma al Merito Tecnico: Palme für technische Verdienste

Stella al merito sportivo Gold
Stella al merito sportivo Silber
Stella al merito sportivo Bronze

## Liste der Präsidenten
| - Carlo Compans de Brichanteau (1914–1920) - Carlo Montù (1920–1921, kommissarisch) - Francesco Mauro (1921–1923) - Aldo Finzi (1923–1925) - Lando Ferretti (1925–1928) - Augusto Turati (1928–1930) - Iti Bacci (1930–1931, kommissarisch) - Leandro Arpinati (1931–1933) - Achille Starace (1933–1939) - Rino Parenti (1939–1940) - Raffaele Manganiello (1940–1943) | - Alberto Bonacossa (1943, kommissarisch) - Ettore Rossi (1943–1944) - Puccio Pucci (1944) - Giulio Onesti (1944–1978, kommissarisch bis 1946, dann Präsident) - Franco Carraro (1978–1987) - Arrigo Gattai (1987–1993) - Mario Pescante (1993–1998) - Bruno Grandi (1998–1999) - Gianni Petrucci (1999–2013) - Giovanni Malagò (seit 2013) |